# Sextus Afranius Burrus
Sextus Afranius Burrus, född år 1 e.Kr. i Gallia Narbonensis, död år 62 e.Kr. i Rom, var en romersk politiker och praetorianprefekt under kejsarna Claudius och Nero. Han var tillsammans med filosofen Seneca lärare åt Nero.
Neros mor, Agrippina den yngre, såg till att Burrus blev ensam praetorianprefekt år 51 (de var oftast två). Nero planerade att mördade Agrippina, men Burrus vägrade att stödja dessa planer. Trots detta såg han till att praetoriangardet förblev lojalt mot Nero efter mordet på Agrippina i mars 59. Efter detta förlorade dock Burrus successivt i inflytande och dog år 62; enligt Suetonius blev han förgiftad på order av Nero.
Burrus förekommer i Stewe Claesons roman Antydningarnas tid från 2021.